# یواس‌اس برمبلینگ (ای‌ام‌سی-۳۹)
یواس‌اس برمبلینگ (ای‌ام‌سی-۳۹) (به انگلیسی: USS Brambling (AMc-39)) یک کشتی بود که طول آن ۹۷ فوت ۵ اینچ (۲۹٫۶۹ متر) بود. این کشتی در سال ۱۹۴۱ ساخته شد.